# Henry Somerset (1849–1932)
Henry Richard Charles Somerset (ur. 7 grudnia 1849, zm. 10 października 1932) – brytyjski arystokrata i polityk, młodszy syn Henry’ego Somerseta, 8. księcia Beaufort, i lady Georgiany Curzon, córki 1. hrabiego Howe. Młodszy brat 9. księcia Beaufort.
W latach 1871–1880 zasiadał w Izbie Gmin jako reprezentant okręgu Monmouthshire. W latach 1874–1879 był Kontrolerem Dworu Królewskiego. Był ponadto Sędzią Pokoju w hrabstwach Monmouthshire i Herefordshire. Był zastępcą Lorda Namiestnika Monmouthshire. Zasiadał również w Tajnej Radzie.
6 lutego 1872 r. poślubił lady Isabellę Somers-Cocks (zm. 12 marca 1921), córkę Charlesa Somersa-Cocksa, 3. hrabiego Somers, i Virginii Pattle, córki Jamesa Pattle'a. Henry i Isabella mieli razem jednego syna:
- Henry Charles Somers Augustus Somerset (18 maja 1874 – 25 listopada 1945), weteran I wojny światowej, oficer Orderu Imperium Brytyjskiego, ożenił się z lady Katherine Beauclerk, miał dzieci, jego wnukiem jest obecny książę Beaufort